# Halvagerbrug
Ved halvagerbrug forstås en livsform, der forener jagt med agerbrug. I sådanne blandede næringskulturer udgør jagten som regel mandens vigtigste erhverv, agerbruget kvindernes vigtigste erhverv.
Det er sandsynligt, at halvagerbruget er udviklet af samlererhvervet ved kvinderne. Sandsynligvis har man erkendt muligheden for med frø og frugter at kunne få planter til at gro lige ved bostedet. Ofte er hakke, gravestok og spade taget i brug, derimod ikke plov. Afsvidning af arealer til gavn for dyrkningen kendes ligeledes.
Halvagerbrug kendtes før industrialiseringen dels i Afrikas tropiske egne, dels i det østlige Nordamerika, dels i sydamerikanske regnskove. Det er muligt, at halvagerbruget er en overgang til helagerbrug i det mindste i egne, hvor jagten med tiden ikke giver et så fordelagtigt udbytte eller helt svigter.